# خاتون‌آباد (ترکمانچای)
خاتون‌آباد، روستایی در دهستان اوچ‌تپه غربی بخش مرکزی شهرستان ترکمانچای در استان آذربایجان شرقی ایران است. این روستا، مرکز دهستان اوچ‌تپه غربی است.

## جمعیت
بر پایه سرشماری عمومی نفوس و مسکن در سال ۱۳۹۵، جمعیت این روستا برابر با ۲۸۲ نفر (۸۷ خانوار) بوده است.